# Радослав Маєвський
Радослав Маєвський (пол. Radosław Majewski, нар. 15 грудня 1986, Прушкув) — польський футболіст, півзахисник клубу «Лех».
Виступав, зокрема, за клуби «Полонія», «Ноттінгем Форест» та «Ноттінгем Форест», а також національну збірну Польщі.
Володар Суперкубка Польщі.

## Клубна кар'єра

### Початок кар'єри
Маєвський розпочинав кар'єру в команді зі свого рідного міста, «Зніч» (Прушкув), в якій провів п'ять сезонів. У 2007 році підписав контракт з клубом «Дискоболія» й продемонстрував прекрасну гру в складі тодішнього представника Екстракляси. У 2008 році у зв'язку зі злиттям «Дискоболії» та «Полонією» переїхав до Варшави. Проте, після деяких блідих виступів і критики за його спосіб життя, клуб вирішив віддати його в оренду до клубу «Ноттінгем Форест» з надією, що цей перехід допоможе йому подорослішати й набрати оптимальної ігрової форми, яку гравець демонстрував ще декілька років тому, а також допомож пробитися до національної збірної.

### Ноттінгем Форест
23 липня 2009 року Маєвський приєднався до клубу «Ноттінгем Форест» з Чемпіоншипу на правах річної оренди. За оренду поляка «Форест» заплатив 130 000 фунтів стерлінгів, а також у орендній угоді був пункт, за яким англійці отримували право повноцінного викупу контракту гравця у познанського клубу за 1 мільйон фунтів стерлінгів у будь-який час, але протягом періоду оренди. Практично одразу, в серпні, гравець приблизно з 28 метрів відзначився голом у футболці червоно-білих в матчі проти «Дербі». Його бойовий настрій, інтелект та відмінне бачення футбольного поля, яке дозволяє йому видавати вбивчі паси не залишилися не поміченими керівництвом «Форест», які вирішили викупити контракт Маєвського. 25 серпня Радослав відзначився першим голом у футболці «лісовиків», та забезпечив перемогу в екстра-таймі поєдинку Кубку Ліги проти «Мідлсбро». Першим голом у футболці «Форрест» у національному чемпіонаті відзначився 29 серпня 2009 року на перших хвилинах матчу проти найпринциповішого супернака з Іст-Мідлендс, «Дербі Каунті», в якому він здійснив «невідпорний» удар з меж штрафного майданчика, зрештою його команда перемогла з рахунком 3:2. 8 січня 2010 року Маєвський відзначився своїм 4-им за сезон голом у переможному (3:1) виїзному матчі проти «Вест-Бромвіч Альбіон», та вивів нотінгемську команду на 2-ге місце в Чемпіоншипі.
5 травня 2010 року контрак Маєвського англійський клуб викупив на постійній основі. У сезоні 2010/11 років Маєвський зіграв 28 поєдинків, більше ж у складі команди йому завадила прекрасна форма Льюїса МакГугана, який витіснив Радослава зі стартового складу. У національному чемпіонаті Маєвський відзначився двома голами: першим — проти «Свонсі», а другим — проти «Ковентрі Сіті». У сезоні 2011/12 років Радослав відзначився 6-ма голами. Першим з яких він відзначився в програному (2:3) виїзному поєдинку проти «Саутгемптон», а другим в другій половині переможного матчу проти «Блекпула», завдякий якому він та його товариш Вес Морган потрапили до Збірної Тижня за версією телеканалу Sky Sports. 31 березня 2012 року в виїзному поєдинку чемпіонату Радослав відзначився хет-триком у воротах «Крістал Пелес»,завдяки цим голам телеканал Sky Sports знову включив його до Футбольної команди Тижня. Також Радослав відзначився голом у програному (1:2) виїзному поєдинку проти. У сезоні 2012/13 років «гольова засуха», яка розпочалася в попередньому сезоні після хет-трику у переможному (6:1) для «Форест» поєдинку над «Гаддерсфілд Таун», продовжувалася. Маєвський продовжував виблускувати й при новом тренері Біллі Левісу, відзначившись голами в поєдинках проти «Шеффілд Венсдей» та «Чарльтон Атлетик». Прекрасна форма Радослава Маєвського допомогла йому отримати виклик до національної збірної Польщі на матчі кваліфікації чемпіонату світу проти України та Сан-Марино.

### Гаддерсфілд Таун
З 29 липня 2014 року Маєвський на правах річної оренди приєднався до іншого клубу з Чемпіоншипу, «Гаддерсфілд Таун», й обрав собі футболку під номером 45. 9 серпня він дебютував за «тер'єрів» у програному (0:4) матчі проти «Борнмута».

### Верія
Після отримання статусу вільного агента від Ноттінгем Форест, Маєвський до клубу «Верія» з Суперліги Греції, який на той час уже готові були підписати алжирського півзахисника й колишнього партнера Маєвського по команді, Джамаль Абдун. Уперше інтерес до Маєвського грецький клуб виявив 7 серпня 2015 року. А через п'ять днів, 7 серпня 2015 року, Маєвський підписав 2-річний контракт з грецьким клубом. 23 серпня 2015 року дебютував за «Верію» у матчі проти ПАС Яніни.
Першим голом за грецьку команду відзначився в матчі кубку Греції проти «Атромітоса», відзначившись потужним ударом з 5 метрів.

### Лех
До складу клубу «Лех» приєднався 2016 року, підписавши контракт до 30 червня 2019 року. Відтоді встиг відіграти за команду з Познані 23 матчі в національному чемпіонаті.

## Виступи за збірні
Маєвський залучався до молодіжної та олімпійської збірної Польщі. На молодіжному рівні зіграв в 11 офіційних матчах, забив 1 гол. 15 грудня 2007 року дебютував за національну збірну Польщі, вигравши (1:0) товариський матч з Боснією та Герцеговиною. 21 серпня 2008 року Радославу Маєвському, Даріушу Дудці та Артуру Боруцу було заборонено виступати за збірну (на невизначений період часу) за вживання алкоголю по завершенні матчу зі збірною України. Радослав повернувся до збірної у листопаді 2009 року. Наразі провів у формі головної команди країни 9 матчів.

## Статистика виступів
Станом на 18 лютого 2017
| Клуб                      | Сезон             | Ліга              | Ліга  | Ліга | Національний кубок | Національний кубок | Кубок ліги | Кубок ліги | Інші  | Інші | Загалом | Загалом |
| Клуб                      | Сезон             | Дивізіон          | Матчі | Голи | Матчі              | Голи               | Матчі      | Голи       | Матчі | Голи | Матчі   | Голи    |
| ------------------------- | ----------------- | ----------------- | ----- | ---- | ------------------ | ------------------ | ---------- | ---------- | ----- | ---- | ------- | ------- |
| Дискоболія                | 2006–07           | Екстракляса       | 14    | 0    | 3                  | 1                  | 8          | 0          | —     | —    | 25      | 1       |
| Дискоболія                | 2007–08           | Екстракляса       | 28    | 4    | 6                  | 0                  | 5          | 0          | 6     | 0    | 45      | 4       |
| Дискоболія                | Загалом           | Загалом           | 42    | 4    | 9                  | 1                  | 13         | 0          | 6     | 0    | 70      | 5       |
| Полонія (Варшава)         | 2008–09           | Екстракляса       | 29    | 1    | 6                  | 0                  | 3          | 0          | —     | —    | 38      | 1       |
| Полонія (Варшава)         | 2009–10           | Екстракляса       | 0     | 0    | 0                  | 0                  | —          | —          | 3     | 0    | 3       | 0       |
| Полонія (Варшава)         | Загалом           | Загалом           | 29    | 1    | 6                  | 0                  | 3          | 0          | 3     | 0    | 41      | 1       |
| Ноттінгем Форест (оренда) | 2009–10           | Чемпіоншип        | 35    | 3    | 1                  | 0                  | 2          | 1          | 2     | 0    | 40      | 4       |
| Ноттінгем Форест          | 2010–11           | Чемпіоншип        | 26    | 2    | 1                  | 0                  | 0          | 0          | 1     | 0    | 28      | 2       |
| Ноттінгем Форест          | 2011–12           | Чемпіоншип        | 28    | 6    | 0                  | 0                  | 3          | 1          | —     | —    | 31      | 7       |
| Ноттінгем Форест          | 2012–13           | Чемпіоншип        | 31    | 5    | 1                  | 0                  | 2          | 0          | —     | —    | 34      | 5       |
| Ноттінгем Форест          | 2013–14           | Чемпіоншип        | 24    | 0    | 3                  | 0                  | 2          | 1          | —     | —    | 29      | 1       |
| Ноттінгем Форест          | Загалом           | Загалом           | 144   | 16   | 6                  | 0                  | 9          | 3          | 3     | 0    | 162     | 19      |
| Гаддерсфілд Таун (оренда) | 2014–15           | Чемпіоншип        | 8     | 0    | 0                  | 0                  | 1          | 0          | —     | —    | 9       | 0       |
| Верія                     | 2015–16           | Суперліга         | 29    | 2    | 4                  | 2                  | 0          | 0          | —     | —    | 33      | 4       |
| Лех                       | 2016–17           | Екстракляса       | 22    | 3    | 4                  | 2                  | —          | —          | 1     | 0    | 27      | 5       |
| Загалом у кар'єрі         | Загалом у кар'єрі | Загалом у кар'єрі | 273   | 26   | 29                 | 5                  | 26         | 3          | 13    | 0    | 341     | 34      |

1. ↑  Виступи у Кубку УЄФА
2. ↑  Виступи у Лізі Європи
3. 1 2  Виступи у плей-оф Футбольної Ліги
4. ↑  Виступи у Суперкубку Польщі

### Матчі за збірну
(станом на 12 вересня 2013 року)
| Збірна | Рік     | Матчі | Голи |
| ------ | ------- | ----- | ---- |
| Польща | 2007    | 1     | 0    |
| Польща | 2008    | 4     | 0    |
| Польща | 2009    | 1     | 0    |
| Польща | 2010    | 2     | 0    |
| Польща | 2011    | 0     | 0    |
| Польща | 2012    | 0     | 0    |
| Польща | 2013    | 1     | 0    |
| Польща | Загалом | 9     | 0    |

| 1. | 15 грудня 2007    | Анталья, Туреччина    | Боснія і Герцеговина | 1:0 |  | Товариський матч |
| 2. | 2 лютого 2008     | Pafos, Кіпр           | Фінляндія            | 1:0 |  | Товариський матч |
| 3. | 27 лютого 2008    | Вронкі, Польща        | Естонія              | 2:0 |  | Товариський матч |
| 4. | 26 травня 2008    | Ройтлінген, Німеччина | Північна Македонія   | 1:1 |  | Товариський матч |
| 5. | 20 серпня 2008    | Львів, Україна        | Україна              | 0:1 |  | Товариський матч |
| 6. | 18 листопада 2009 | Бидгощ, Польща        | Канада               | 1:0 |  | Товариський матч |
| 7. | 3 березня 2010    | Варшава, Польща       | Болгарія             | 2:0 |  | Товариський матч |
| 8. | 12 жовтня 2010    | Монреаль, Канада      | Еквадор              | 2:2 |  | Товариський матч |
| 9. | 22 березня 2013   | Варшава, Польща       | Україна              | 1:3 |  | кв. ЧС 2014      |

## Досягнення
- Кубок Польщі («Дискоболія»)
  - Володар: 2007

- Кубок Екстракляси («Дискоболія»)
  - Володар: 2007, 2008

- Суперкубок Польщі («Лех»):
  - Володар: 2016